# Giacomo Berlato
Giacomo Berlato (Schio, província de Vicenza, Vèneto, 5 de febrer de 1992) és un ciclista italià, professional des del 2015. Actualment corre a l'equip Nippo-Vini Fantini. En el seu palmarès destaquen algunes curses sub-23 d'un dia disputades a Itàlia, com la Ruta d'Or i Trofeu Ciutat de San Vendemiano.
La seva germana Elena també s'ha dedicat al ciclisme.

## Palmarès
- 2010
  - Vencedor d'una etapa del Giro de la Lunigiana
- 2013
  - Vencedor d'una etapa del Giro Ciclistico Pesche Nettarine di Romagna
- 2014
  - 1r al Memorial Benfenati
  - 1r al Trofeu Ciutat de San Vendemiano
  - 1r a la Ruta d'Or
  - 1r a la Coppa Cicogna

### Resultats al Giro d'Itàlia
- 2015. 101è de la classificació general
- 2016. Abandona (14a etapa)